# Íñigo Noriega Lasso
Íñigo Noriega Lasso (Colombres, 21 de mayo de 1853 - México, 4 de diciembre de 1920) fue un empresario y terrateniente español que amasó una fortuna en México.

## Biografía
Íñigo Noriega Lasso nació en la localidad de Colombres (Asturias) el día 21 de mayo de 1853. Emigró a la edad de 13 años en compañía de su tío a México en busca de fortuna, en una época en que el gobierno mexicano se proponía atraer capitales y pobladores extranjeros a través de una política de amplios beneficios fiscales. En la Ciudad de México, Noriega se desempeñó en diversos oficios, como cantinero, comerciante, vendedor de tabaco, entre otros. A través de estas actividades llegó a conocer a Porfirio Díaz, que ejerció el gobierno en México de manera dictatorial entre 1876 y 1910, y con quién crearía una relación de amistad.
Noriega obtuvo la concesión para desecar el lago de Chalco, vaso lacustre de 10 mil hectáreas de superficie que se localizaba en el sureste del valle de México. En 1880 formó parte de una sociedad con su hermano Remigio Noriega, que adquirió varias propiedades que habían sido arrebatadas a las comunidades de los municipios de Tláhuac, Chalco y Xochimilco. Noriega presionó además para que desapareciera el municipio de Tláhuac, que se había opuesto a la privatización de los bienes comunales dispuesta por la Ley Lerdo y representado un gran obstáculo al crecimiento de las propiedades del español, lo que ocurrió efectivamente en 1902, cuando la reorganización del Distrito Federal suprimió las municipalidades de Tláhuac y Míxquic.
El gobierno de Díaz favoreció de forma relevante a Noriega. La fortuna de este español comprendía numerosas fincas en los estados de México, Morelos, Tlaxcala, Chihuahua, Tamaulipas y la Ciudad de México. En esta última entidad federativa destacan las haciendas de Santa Fe Tetelco y San Nicolás Tolentino, que abarcaba las tierras comprendidas entre Culhuacán y San Miguel Xico. La superficie aproximada de esta propiedad comprende la totalidad de los territorios de Tláhuac y Valle de Chalco, la mitad sur de Iztapalapa y otras porciones de Chalco, Xochimilco y Milpa Alta. Dentro de la gran hacienda se encontraban pueblos completos. Además de sus numerosas propiedades rurales y urbanas, Noriega obtuvo la concesión de las vías de ferrocarril a San Rafael Atlixco y Río Frío (estado de México), que conectaban el valle de México con el de Puebla-Tlaxcala. 
Al iniciar la Revolución mexicana, Noriega era uno de los personajes más notables del régimen porfirista. Financió la campaña electoral de Bernardo Reyes en 1910, lo que provocó el disgusto de los maderistas. Estuvo involucrado con Victoriano Huerta e Ignacio de la Torre y Mier en el asesinato de Francisco I. Madero. Las propiedades de Noriega fueron embargadas por el gobierno de Venustiano Carranza, y se asignaron nuevamente a los pueblos que habían sido afectados por el deslinde de tierras entre 1856 y 1910. Noriega se refugió en Texas, pero volvió a México, donde murió el día 4 de diciembre de 1920. En La Universidad de Austin, Texas se conserva un archivo de cartas y documentos suyos.
En su natal Colombres, la biblioteca municipal lleva su nombre. En ese lugar, Noriega también ordenó la construcción de un palacio, pues pretendía volver a su tierra natal. Este palacio, denominado La quinta de Guadalupe en honor a su mujer, hoy en día es la sede de la Fundación Archivo de Indianos.